# Grande Loge Symbolique de France - Federação Portuguesa
A Grande Loge Symbolique de France é uma Obediência maçónica francesa adogmática e de cariz liberal, criada em 1998 está mandatada para apoiar o desenvolvimento da Federação Portuguesa em território nacional. A Federação Portuguesa da G.L.S.F. existe em Portugal, desde Abril de 2008. 

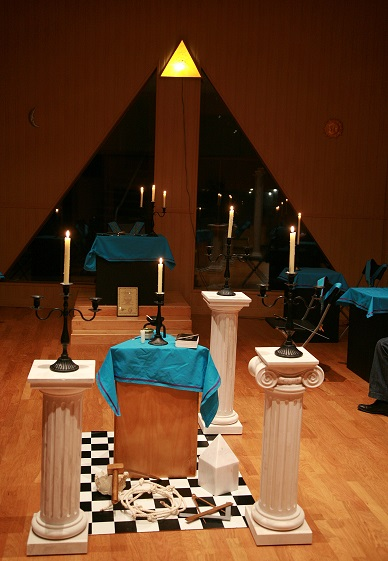
Templo em Lisboa, da Grande Loge Symbolique de France - Federação Portuguesa, R.L.Maat, nº100 ao Oriente de Lisboa em 2008. Copyright by G.L.S.F.- F.P.

O conjunto das Lojas pioneiras da Federação Portuguesa trabalham sob os auspícios da Grande Loge Symbolique de France, que, está federada na coordenação internacional - Soberano Santuário Internacional, que gere o desenvolvimento do Rito Antigo e Primitivo de Memphis Misraim nos seguintes países: França, Itália, Suiça, Portugal, Rússia, Estónia, Letónia, Espanha, Brasil, Chile, Argentina, Uruguai, Venezuela, Estados Unidos, Antilhas francesas, Madagascar e ilha da Reunião. 
História
A Loja mãe da Federação Portuguesa - Grande Loge Symbolique de France é a Respeitável Loja Maat, nº100 a Oriente de Lisboa. Esta Loja iniciou os seus trabalhos no Rito Antigo e Primitivo de Memphis Misraim em Abril de 2008. O mestre maçom fundador, nomeado pelo S.S.I. como representante para o Rito Antigo e Primitivo de Memphis Misraim, convidou vários mestres maçons regularmente iniciados e provenientes de diversas estruturas maçónicas, alguns dos quais membros da Respeitável Loja V Império a Oriente de Lisboa que trabalhavam sob os auspícios da Ordem Maçónica Mista dos Antigos e Primitivos Ritos Egipcios, e que, face à proposta em construir um projecto conjunto, decidiram aceder e integraram a Grande Loge Symbolique de France - Federação Portuguesa, após um processo de regularização, comprometendo-se a encerrar definitivamente esta Ordem Mista dos Ritos Egípcios em Portugal. Esta Ordem pertencia ao Soberano Santuário da República de Portugal, a funcionar desde Janeiro de 2006 até Dezembro 2007, com carta patente do Soberano Santuário do Chile. A Respeitável Loja V Império era constituída por vários mestres maçons regulares que, conjuntamente com o responsável do Rito desta corrente R.G. (detentor do grau 95º ), editavam de forma regular o Boletim-Athanor-. Desta forma, uniram-se num projecto único do Rito Antigo e Primitivo de Memphis Misraim, várias estruturas maçónicas: a estrutura pioneira dos Ritos Egípcios em Portugal, ou seja, a mais antiga a trabalhar em território nacional (desde Janeiro de 2006) e os mestres maçons da Grande Loge Symbolique de France que iniciaram seu percurso em Abril de 2008. A este projecto maçónico juntaram-se mais tarde, em Novembro de 2008, alguns maçons fundadores da R. Loja Phoenix nº209 a oriente de Lisboa, pertencentes à Grande Loge Française Masculine de Memphis Misraim e à Ordem Internacional do Rito Antigo e Primitivo de Memphis Misraim.  
A Respeitável Loja Maat, nº100 e a Loja de Perfeição Hermes (Altos graus) ambas a Oriente de Lisboa, foram consagradas em cerimónias maçónicas regulares na cidade de Lisboa, respectivamente nos dias 1 e 2 Novembro de 2008. Deslocou-se para esse efeito, a Portugal, uma delegação de Altos Dignitários do Soberano Santuário de França, do Supremo Conselho de França do Rito Antigo e Primitivo de Memphis Misraim e o Grão Mestre da G.L.S.F. Grande Loge Symbolique de France. 
Esta estrutura maçónica trabalha de forma discreta e conta hoje com 14 Lojas e Triângulos a funcionarem de Norte a Sul do país, nas três vias: masculina, feminina e mista.  

Rito Antigo e Primitivo de Memphis Misraim
A Federação Portuguesa da Grande Loge Symbolique de France trabalha exclusivamente no Rito Antigo e Primitivo de Memphis Misraim, na escala de 95º graus. 
Este Rito, com mais de 200 anos, afirma-se como um Rito Tradicional, simbólico e espiritualista, fiel aos princípios de tolerância, de respeito pelos valores humanistas e de liberdade.
Este Rito caracteriza-se por uma forte busca iniciática e os seus membros são convidados, sob uma orientação espiritualista e deísta, a conservar e transmitir a reflexão filosófica, os simbolos do Antigo Egipto e das diferentes correntes que marcaram a nossa civilização (hermética, gnóstica, cabalística, templária e rosacruz), através de uma busca de livre reflexão para a melhor compreensão de si mesmo e da humanidade.
O espírito da Maçonaria Tradicional entende existir, em cada acto, o visível e o invisível, o positivo e o negativo, um presente fugidio ou mesmo inexistente - trazendo já a semente do seu futuro. Os Maçons deste Rito são convidados a reflectir. É proposto um ensino/transmissão assente numa metodologia fundada sobre o conhecimento dos simbolos, instrumentos vivos que, numa dinâmica constante, recoloca em questão o conhecimento já adquirido. Assim, segundo a tradição do Rito, o Maçom "talha a sua pedra" continuamente para afinar a sua percepção e desenvolver o seu discernimento em plena liberdade. Ele dirige-se ao interior de cada um, numa rica experiência intimista que, por ressonância, modifica o exterior, fazendo evoluir os seus conceitos e a sua visão do mundo, pois está comprometido com a maior aventura possível: a conquista de si mesmo.
O método maçónico de duração de 3 anos (duração dos três primeiros graus simbólicos) permite ao Aprendiz comprometido com a sua demanda e consigo mesmo, descobrir, compreender e actuar para desenvolver o seu outro Eu, o "Eu interior" e trabalhar o "Ser" em detrimento do "Ter".
Os trabalhos maçónicos em Loja, carcaterizam-se por um forte espírito fraternal por entre os membros que a compõem, onde a Paz, a Harmonia e o Amor Universal se destacam e conjugam com o rigor ritualístico no respeito da Tradição Secular deste Rito.
Referências
ARNAUT, António, Introdução à Maçonaria, Coimbra Editora, 5ªEdição, 2006, ISBN 9789723214164
Ligações Externas
Página oficial da Federação Portuguesa - Grande Loge Symbolique de France http://www.glsf-federacaoportuguesa.pt
Página oficial da Grande Loge Symbolique de France  http://www.glsf.org